# Van Horn (Texas)
Van Horn település az Amerikai Egyesült Államok Texas államában, Culberson megyében, melynek megyeszékhelye is. Lakosainak száma 1941 fő (2020. április 1.).

## Népesség
A település népességének változása:

| 2010 | 2 063 |
| 2020 | 1 941 |